# ضب سيناء المزوق
ضب سيناء المزوق أو ضب اورنتي (بالإنجليزية: Ornate Mastigure) (باللاتينية: Uromastyx ornata) ، هو نوع ينتمي إلى (فصيلة: Agamidae) .

## روابط خارجية
- زواحف المملكة العربية السعودية
- الزواحف والبرمائيات في مصر
- التنوع البيولوجي في مصر[وصلة مكسورة]
- الحياة البرية في الإمارات[وصلة مكسورة]
- التنوع الحيوي بالسلطنة نسخة محفوظة 14 أغسطس 2014 على موقع واي باك مشين.
- دليل الحياة البرية في تونس